# Giacomo Casanova
Giacomo Girolamo Casanova de Seingalt (n. 2 aprilie 1725, Veneția, Republica Veneția – d. 4 iunie 1798, Duchcov⁠(d), Sfântul Imperiu Roman) a fost un aventurier amoros italian, originar din Veneția, devenit celebru prin peripețiile sale galante, evocate în „Memoires” („Povestea vieții mele”) scrise între anii 1791 și 1798, care cuprind existența sa aventuroasă și experiențele sale, convingerile sale, care se remarcă printr-o bună cunoaștere și descriere a moravurilor epocii.